# Slipnaxos
Slipnaxos AB, stiliserad som SlipNaxos AB (tidigare Slipmaterial Naxos AB), var ett företag i Västervik för tillverkning av slipverktyg.
Företaget grundades 1940 då Höganäs-Billesholm AB köpte de båda företagen AB Slipmaterial och AB Svenska Naxos. AB Svenska Naxos grundades 1895 i Lomma och anlade senare en fabrik även i Baskarp. AB Slipmaterial grundades 1913 i Västervik. I början av 1950-talet hade företaget omkring 425 anställda, varav 300 personer i Västervik.
Företaget har senare ägts av Winterthur Technologie och hade då omkring 180 anställda. Företaget har numera fusionerats med 3M.